# Distretto di Jiujiang
Il distretto di Jiujiang (鸠江区S, Jiūjiāng QūP) è un distretto della Cina, situato nella provincia dell'Anhui.